# Luigi Ceccarelli
Luigi Ceccarelli (Rimini, 20 aprile 1953) è un compositore italiano.

## Biografia
Ha compiuto gli studi musicali presso il Conservatorio “Gioachino Rossini di Pesaro” negli anni settanta dove ha studiato Musica Elettronica con Walter Branchi e Composizione con Giuliano Zosi e Guido Baggiani. 
La sua attività di compositore, iniziata nel 1975, è fortemente influenzata dalla tecnologia digitale e dalla ricerca sulla spazializzazione del suono. Oltre ai lavori esclusivamente musicali una parte importante della sua produzione è legata al teatro sperimentale, alla danza contemporanea, al cinema e alle arti visive.
Trasferitosi a Roma nel 1978 inizia la sua collaborazione con il “Gruppo di lavoro intercodice ALTRO", guidato dal pittore Achille Perilli, e durante questo periodo il contatto con artisti di altre discipline gli permette di sviluppare un linguaggio musicale in stretta relazione con le arti visive e il teatro. Con questo gruppo realizza lo spettacolo “Abominable A”, rappresentato al Palazzo delle Esposizioni a Roma. Nel 1981 il gruppo si trasforma in compagnia di danza con il nome AltroTeatro e Ceccarelli realizza insieme alla coreografa Lucia Latour gli spettacoli del gruppo fino al 1994. Tra questi, lo spettacolo “Anihccam”  dedicato all'artista Futurista Fortunato Depero e rappresentato al Centre Georges Pompidou di Parigi, da inizio alla carriera internazionale di Ceccarelli.
Nel 1994 realizza il radiofilm “La Guerra dei Dischi” su testo di Stefano Benni commissionato da Rai Radio 3. Questa opera segna l'inizio di una ricerca sulla musica in relazione al testo recitato, che porterà il compositore a creare una serie di opere radiofoniche per Rai Radio3.
Nel 1996 il suo lavoro “Birds” per clarinetto basso e canti di uccelli riceve il primo premio al concorso dell'IMEB (Institut international de musique électroacoustique de Bourges  - Francia), e la stessa istituzione invita Ceccarelli a lavorare a Bourges commissionandogli varie opere elettroacustiche, tra cui “De Zarb à Daf”  per percussioni iraniane.
Alla fine degli anni novanta fonda Edison Studio con i compositori Alessandro Cipriani, Mauro Cardi, Fabio Cifariello Ciardi con cui crea colonne sonore per i film muti degli anni dieci e venti. Le colonne sonore, realizzate ed eseguite dal vivo dagli stessi autori, comprendono quattro noti film: The Last Days of Pompeii, Il gabinetto del dottor Caligari, Blackmail, Inferno pubblicato su DVD con la colonna sonora di Edison Studio nel 2011 dalla Cineteca di Bologna (collana Cinema ritrovato). L'interesse per il rapporto tra musica e film lo porta a compiere studi sul cinema contemporaneo e nel 2007 pubblica su questo argomento un articolo su Eyes Wide Shut di Stanley Kubrick .
A partire dal 2000 realizza una serie di composizioni di teatro musicale e di installazioni Site-specific all'interno del Ravenna Festival, tra cui "In Die Resurrectionis", per la basilica di San Vitale (Ravenna) e "Bianco Nero Piano Forte", con i fotografi Lelli & Masotti e la scrittrice Mara Cantoni, realizzata all'interno della Biblioteca Classense.
Sempre a partire dal 2000 inizia una collaborazione artistica con Ermanna Montanari e il Teatro delle Albe che culmina con la realizzazione di due opere di teatro musicale, L'isola di Alcina e Ouverture Alcina, interpretate da Ermanna Montanari e dirette da Marco Martinelli, su testo di Nevio Spadoni in dialetto romagnolo. Le due opere vengono rappresentate in Italia, in diverse città europee (Parigi, Berlino, Mosca, Lisbona, Wroclav, Mons, Limoges) e New York. Un'altra opera di teatro musicale realizzata nello stesso periodo è il Requiem messo in scena dalla compagnia teatrale Fanny & Alexander e rappresentato per la prima volta al Ravenna Festival nel 2001. Per queste sue opere riceve nel 2002 il Premio UBU della critica italiana dello spettacolo (assegnato per la prima volta ad un musicista), il premio del FEST - Belgrade International Theatre Festival (Serbia) e del Mess International Theatre Festival di Sarajevo.
Nello stesso tempo Ceccarelli continua anche la composizione di musiche per la danza, realizzando con la compagnia norvegese Wee-Francesco Scavetta le musiche per "Live*".. Dal 2009 al 2011 lavora con la coreografa sudafricana Robyn Orlin e realizza, in collaborazione con Alessandro Cipriani, le musiche per vari spettacoli di teatrodanza tra cui "Have you hugged kissed and respected your brown Venus today", rappresentato a Théâtre de la Ville di Parigi e al Grand Théâtre de Luxembourg.
Nel 2012 conosce il contrabbassista Daniele Roccato e con lui forma un duo di improvvisazione dove il contrabbasso diviene fonte sonora per l'elaborazione elettronica in tempo reale. Nel 2013 ritorna alla composizione per il cinema e, con Alessandro Cipriani, realizza le musiche per il film di Michel Comte “The girl from Nagasaki”, una rielaborazione dell'opera Madama Butterfly ambientata negli anni sessanta, presentato al Sundance Film Festival nel 2014.
Le sue opere su CD sono pubblicate da RaiTrade, CNI, Luca Sossella Editore, Edipan, BMG-Ariola, Newtone Gmeb/UNESCO/Cime e Biennale di Venezia.
Nel frattempo continua l'intensa collaborazione con Marco Martinelli e Ermanna Montanari del Teatro delle Albe, realizzando le musiche di scena per LUS di Nevio Spadoni (2015), MARYAM di Luca Doninelli (2017), FEDELI D'AMORE di Marco Martinelli e l'INFERNO (2017) e il PUEGATORIO (2019), drammaturgia e regia di Martinelli e Montanari, produzione di Ravenna Festival.
È titolare della cattedra di Composizione Musicale Elettronica al Conservatorio di Musica di Perugia dal 1979 .

## Catalogo opere principali

### Teatro musicale
- Ouverture Alcina (2004/2009) - testo Nevio Spadoni, regia Marco Martinelli
- +/-  (2009) - regia Luigi De Angelis-Fanny & Alexander
- Tupac Amaru, la deconquista, il Pachacuti[3] (1997/2007) - testo di Gianni Toti
- La Mano, de profundis rock  (2005) – testo Luca Doninelli, regia Marco Martinelli
- Francesca da Rimini  (2004) – testo di Nevio Spadoni, regia Elena Bucci
- Galla Placidia[3] (2003) – testo di Nevio Spadoni, regia Elena Bucci
- Requiem[3] (2001) - regia Luigi de Angelis
- L'isola di Alcina, concerto per corno e voce romagnola[3] (2000) – testo di Nevio Spadoni, regia Marco Martinelli
- Esercizi di Patologia[3] (1995/1997) – testo di Valerio Magrelli
- Macchine Virtuose[3] (1993/1994) – messa in scena Gianfranco Lucchino
- Isla Coco[3], (1985/1987) - con ElectraVox Ensemble.
- musiche per Abominable A (1979) – con "Altro, gruppo di lavoro intercodice"
- LUS, 2015, un concerto spettacolo di Ermanna Montanari, Luigi Ceccarelli, Daniele Roccato, testo Nevio Spadoni, regia Marco Martinelli
- Maryam, 2017, testo di Luca Doninelli, regia di Marco Martinelli e Ermanna Montanari.
- Inferno, 2017, drammaturgia e regia di Marco Martinelli e Ermanna Montanari.
- fedeli d'Amore, 2018, drammaturgia di Marco Martinelli, regia di Martinelli e Ermanna Montanari.
- Purgatorio, 2019, drammaturgia e regia di Marco Martinelli e Ermanna Montanari.

### Musica elettroacustica
- X-Traces (2011/2013) - con Daniele Roccato - per contrabbasso ed elaborazione elettronica in tempo reale
- Il contatore di nuvole (2012) – per pianoforte e campioni di pianoforte preparato
- I luoghi comuni non sono segnati sulle carte - con Edison Studio, testo di Marco Martinelli
- Armonia dell'ascendente (2011) - con i monaci tibetani del monastero di Drepung Loseling
- Cadenza (2011) – opera acusmatica
- Birds[3] (1995/2011) – per clarinetto basso, campioni di clarinetto basso e canti di uccelli[25][26]
- Quattro pezzi su poesie di Giovanni Pascoli[3] (2003/2007): Notte d'Inverno, nella Nebbia, l'Uccellino del Freddo, le Rane – per voce e suoni elaborati elettronicamente, testi di Giovanni Pascoli.
- Neuromante[3] (1991/2007) - per sax contralto e campioni di sax
- Quanti[3] (1991/2007) - per clarinetto e suoni di clarinetto campionati
- Anima di Metallo (1990/2007) - per tre percussionisti e suoni campionati
- Exsultet[3] (1996/2007) - per coro di canto gregoriano ed elaborazione elettronica
- Cadenza esplosa (2006) - opera arte acusmatica
- Inferi (2001) - per voce e suoni elaborati elettronicamente, testo di Mara Cantoni
- In die resurrectionis[3] (1999) - per canto gregoriano ed elaborazione elettronica
- Respiri[3] (1999) - per corno e suoni di corno elaborati elettronicamente
- A propos de la chambre à coucher de Philippe II dans l'église de l'Escorial[3] ((1998) - per voci e suoni elaborati elettronicamente, testo di Valerio Magrelli
- De zarb a daf[3] (1996) - per zarb, daf, e suoni elaborati elettronicamente
- Aracne[3] (1996) - per voci e suoni elaborati elettronicamente, testo di Guido Barbieri
- Luce-ombra[3] (da Anihccam) (1995) - per quartetto d’archi e archi campionati
- Aleph con zero[3] (1993/1994) - per due pianoforti e due marimbe e suoni campionati
- Discussione del 3000 (da Anihccam) (1992) - per due percussionisti e suoni campionati
- Aura in visibile (1991/1992) - per flauto, pianoforte ed eccitatori di vibrazione
- Etaoin shrdlu[3], (1985) - per contrabbasso ed elaborazione elettronica, con Marcello Federici
- Titanic & Icarus spa[3], (1984) - per piatti, tamtam amplificati ed eccitatori di vibrazione
- Incontro con Rama[3], (1982) - per trombone ed elaborazione elettronica in tempo reale[27]
- Koramachine[3], (1981) - per violino con ringmodulazione e sette strumenti
- Il contingente cambia colore[3] (1975) – per nastro magnetico

### Colonne sonore per il cinema
- musiche per The Girl from Nagasaki (2013) - con Alessandro Cipriani – film di Michel Comte (2013) edizioni M4 Films
- musiche per Blackmail (2013) - con Edison Studio – film di Alfred Hitchcock (1929)
- musiche per Inferno (2008) - con Edison Studio – film di Francesco Bertolini e Adolfo Padovan (1911)
- musiche per Das Cabinet des Dr. Caligari[3] (2003) – con Edison Studio – film di Robert Wiene (1919)
- musiche per Gli Ultimi Giorni di Pompei[3] (2001) – con Edison Studio – film di Eleuterio Ridolfi (1913)
- musiche per Opus II[3] (1997) – film di Walter Ruttmann (1921)
- musiche per Filmstudie[3] (1997) – film di Hans Richter (regista) (1926)
- musiche per "Vita agli arresti di Aung San Suu Kyi" - film di Marco Martinelli (2017)

### Opere audiovisive e installazioni
- Pic (2009/2011)) – video
- Bianco Nero Piano Forte[3] (2000/2009) – installazione - testi di Mara Cantoni, foto di Lelli & Masotti

### Opere radiofoniche
- musiche per La Commedia della Vanità[3] (1998) – di Elias Canetti, adattamento e regia Giorgio Pressburgher
- I Viaggi in Tasca, 20 luoghi mentali[3] (1995) – testo di Valerio Magrelli
- La Guerra dei Dischi[3] (1994) – testo di Stefano Benni

### Musiche per la danza
- musiche per … Have you hugged, kissed and respected your brown Venus today?  (2011) – con Alessandro Cipriani – coreografia di Robyn Orlin
- Strangely Enough (2010) – con Daniele Roccato – coreografia di Francesco Scavetta
- musiche per With astonishment I note the dog (revisited)  (2009) – con Alessandro Cipriani – coreografia di Robyn Orlin
- Hey dude, let's stick around a bit onger this time (2005/2008) – coreografia Francesco Scavetta
- musiche per A Glimpse of Hope (2008) – coreografia Simone Sandroni, Lenka Flory
- musiche per Margine Buio (2007) – coreografia Simone Sandroni, Lenka Flory
- Live*[3] (2002) – coreografia Francesco Scavetta
- musiche per Tre Soli Italiani[3] (2000) – coreografie Francesco Scavetta, Monica Francia, Antonio Montanile
- Naturalmente Tua[3] (1992) – coreografia Lucia Latour
- Anihccam[3][4], (1989) – coreografia Lucia Latour
- On y Tombe on n'y Tombe (1988) – con Luca Spagnoletti – coreografia Lucia Latour
- Frilli Troupe (1986) – con Luca Spagnoletti – coreografia Lucia Latour
- La Lu La (1984) – coreografia Lucia Latour
- Spatium Teca (1982) – coreografia Lucia Latour
- Porte à Faux[3], (1981) – coreografia Lucia Latour

## Discografia essenziale

### CD monografici
- La Mano (2006)– edizioni Luca Sossella ISBN 88-89829-04-4
- Exsultet (2005) – edizioni Rai Trade RTC006
- L'isola di Alcina (2000) – edizioni Ravenna Teatro CD 01/00
- Macchine Virtuose (1996) - edizioni Edipan CCD 3062
- La guerra dei Dischi/Naturalmente Tua (1995) – edizioni Edipan CCD 3054
- Anihccam[3][4] (1992) – edizioni BMG-Ariola CCD 3005
- fedeli d'Amore 2020 - edizioni Stradivarius.

### CD e DVD con Edison Studio
- 'Inferno (2011) – DVD edizioni Il Cinema Ritrovato – Cineteca di Bologna [13]
- Edison Studio (2007) – DVD edizioni Auditorium EdiLDC278 1139/40
- Zarbing (2005) – CD edizioni La Frontiera LFDL 18401 – RaiTrade RTP00902005